# Stała Stefana-Boltzmanna
Stała Stefana-Boltzmanna, stała promieniowania ciała doskonale czarnego – wielkość stała równa ilorazowi:
{\displaystyle \sigma ={\frac {E_{0}}{T^{4}}},}
w którym:
{\displaystyle E_{0}} – emitancja (moc emitowana przez jednostkę powierzchni) ciała doskonale czarnego,
{\displaystyle T} – temperatura bezwzględna.
Stała Stefana-Boltzmanna wynosi:
{\displaystyle \sigma ={\frac {2\pi ^{5}k_{B}^{4}}{15h^{3}c^{2}}}=5{,}670374419\times 10^{-8}\mathrm {\frac {W}{m^{2}K^{4}}} ,}
gdzie:
{\displaystyle k_{B}} – stała Boltzmanna,
{\displaystyle h} – stała Plancka,
{\displaystyle c} – prędkość światła w próżni.
Można z niej otrzymać wzór na gęstość energii (ciśnienie) promieniowania ciała doskonale czarnego:
{\displaystyle \alpha ={\frac {4\sigma }{c}}={\frac {8\pi ^{5}k_{B}^{4}}{15h^{3}c^{3}}}=7{,}56\times 10^{-16}\mathrm {\frac {J}{m^{3}K^{4}}} }
oraz gęstość odpowiadającej jej masy:
{\displaystyle m={\frac {4\sigma }{c^{3}}}={\frac {8\pi ^{5}k_{B}^{4}}{15h^{3}c^{5}}}=8{,}4\times 10^{-33}\mathrm {\frac {kg}{m^{3}K^{4}}} .}